# Hitman 2: Silent Assassin
Hitman 2: Silent Assassin est un jeu vidéo d'infiltration, développé par IO Interactive, sorti en 2002 sur PC, PlayStation 2 et Xbox et en 2003 sur GameCube.

## Intrigue

### Synopsis
Hitman 2: Silent Assassin reprend deux ans après les évènements d'Hitman : Tueur à gages. Après la mort de son créateur, le clone 47 décide de se retirer du monde des tueurs à gages. Réfugié dans une petite chapelle de Sicile, l'ancien meurtrier s'occupe du jardin du sanctuaire. Décidé à faire un trait sur son passé, 47 espère commencer une nouvelle vie, épaulé par le Père Vittorio, (le prêtre du sanctuaire), son premier ami et confident.
Néanmoins, un certain Sergeï Zavoratko, terroriste international et frère d'Arkadij Jegorov (alias « Boris » du premier opus), s'intéresse à une partie des activités de son défunt demi-frère et découvre l'existence de 47. Séduit par son style, le criminel décide d'utiliser le tueur pour servir ses propres intérêts.

### Scénario
Le jeu s'ouvre sur une discussion entre deux personnages louches. Sergeï Zavoratko, célèbre ponte de la mafia russe et terroriste international, discute avec un mystérieux informateur qui lui propose de faire la lumière sur une affaire intéressante ayant vu le jour en Roumanie, dans un asile d'aliénés. Plusieurs personnes, dont le docteur Otto Ort-Meyer y ont créé une race d'êtres humains améliorée, conçue pour être plus intelligente, plus performante et physiquement plus puissante que le reste de l'espèce humaine, dans le but d'en faire une machine à tuer. Curieux, Zavoratko se rend avec son informateur dans l'asile, désaffecté et laissé à l'abandon depuis la mort de son directeur. Ils y trouvent un grand nombre de cadavres et assistent à une partie du massacre sur une bande de caméra de surveillance qui leur dévoile 47, le responsable de la tuerie. Convaincu que celui-ci n'est pas une légende, Zavoratko décide de se lancer à sa recherche pour l'obliger à travailler pour son propre compte.
À des milliers de kilomètres de là, 47 s'est retranché  à Gontranno, une petite paroisse sicilienne où l'a accueilli le Père Vittorio, son premier ami. Après des années de service, 47 s'est séparé de sa fortune, dont il a cédé la plus grande partie à la paroisse de Gontranno. Aspirant à une vie plus tranquille, il espère se racheter de ses crimes et ne plus jamais retourner dans l'univers du meurtre sur commande. 
Cependant, le Père Vittorio se fait enlever par un parrain de la mafia locale du nom de Don Giuseppe Gulliano, qui somme 47 de réunir 500 000 dollars pour retrouver son ami vivant. Décidé à lui porter secours, le tueur reprend contact avec l'Agence pour qui il travaillait autrefois et se remet à son service dans l'espoir de sauver le prêtre.
47 est d'abord chargé d'assassiner Don Gulliano, soupçonné de détenir Vittorio au sous-sol de sa villa. 47 élimine le mafieux, mais ne peut libérer Vittorio, celui-ci ayant entre-temps été déplacé en un lieu plus sûr. L'Agence recontacte alors 47 afin de se débarrasser de Rinat S. Rumyantsev, un ancien membre du KGB devenu général de l'armée russe, au cours d'une réunion à Saint-Pétersbourg. Le contrat rempli, 47 accepte de nouveau de travailler pour le compte de l'Agence pendant que celle-ci s'efforce de retrouver son ami prêtre. Le tueur chauve est chargé d'assassiner un à un les trois autres généraux ayant assisté à la réunion. Il élimine le général Makarov ainsi que son contact, le mafieux russe Igor Kubasko au sein du parc Kirov, à Saint-Pétersbourg, puis le général Mikhaïl Bardachenko en plein cœur de la perspective Nevski, base souterraine de l'armée russe où il vient une fois encore au secours de l'agent de la CIA Smith. Le général Vladimir Zhupikov, ultime survivant du quatuor, est éliminé à l'intérieur de l'ambassade d'Allemagne. Au cours de la mission, le tueur dérobe une mallette censée contenir un système de guidage pour missiles. Il y découvre également des liasses de yens. Cette découverte met 47 et l'Agence sur la piste de trafiquants d'armes japonais.
En conséquence, le tueur au code-barre se rend au Japon, sur la trace de l'oyabun Masahiro Hayamoto Senior. Afin de le localiser et de l'approcher, 47 élimine son fils, Masahiro Hayamoto Junior et place un traceur sur son cadavre. Il parvient à découvrir le repaire du yakuza dans un château ancien, perdu au milieu de montagnes enneigées et inhospitalières. Après une approche lente et minutieuse, l'assassin infiltre le château, élimine sa cible et lui dérobe le dispositif de guidage de missiles.
Une fois sa tâche accomplie, l'Agence l'envoie à Kuala Lumpur, en Malaisie pour éliminer un pirate informatique expert en cryptologie, Charlie Sidjan, ainsi que son frère jumeau, qui ont dérobé un logiciel militaire de grande importance.

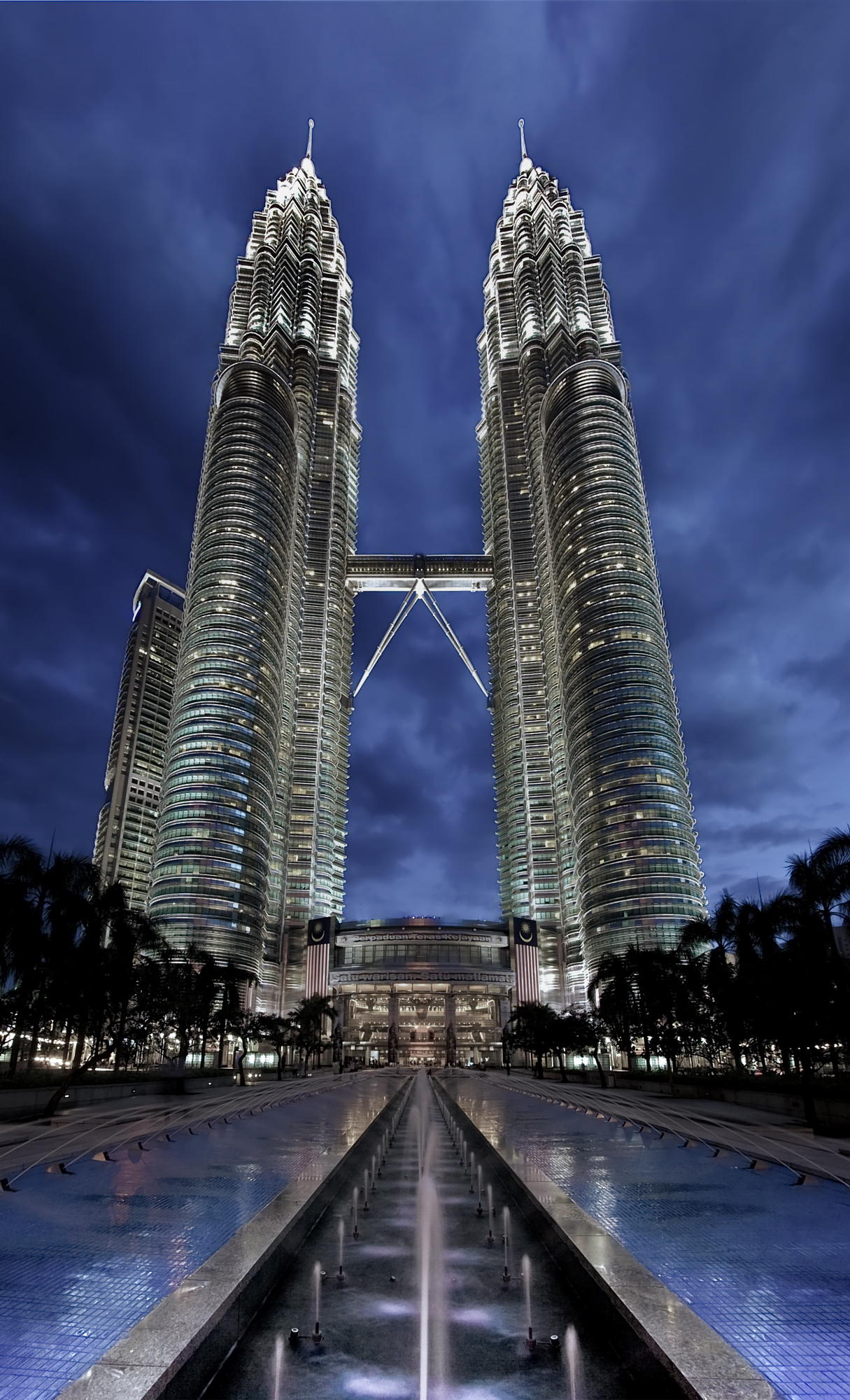
Les tours Petronas, lieu des missions malaisiennes de ce second opus.

Après avoir quitté la Malaisie, 47 se déplace en Afghanistan, dans la province du Nuristan pour assassiner les responsables d'une organisation terroriste, dont leur chef, le Khan Abdul Bismillah Malik, a dérobé une cargaison militaire au contenu inestimable. Après avoir éliminé le Khan et trois de ses lieutenants, 47 est sur le point de mettre la main sur la précieuse cargaison lorsque celle-ci est finalement détournée par de mystérieux membres d'un culte indien.
47 part donc en Inde infiltrer le « Culte », une puissante secte hindoue. Il en élimine d'abord le médecin et propagandiste principal, Hannelore von Kamprad, avant d'assassiner Deewanna Ji, le chef de la secte, au cours d'une opération chirurgicale.
La cargaison est interceptée par les troupes de l'ONU et 47 est renvoyé à Saint-Petersbourg afin d'éliminer l'employeur pour lequel il a été amené à travailler sans le savoir : Sergeï Zavoratko. Informé, le parrain du crime russe imagine un plan pour se débarrasser de l'assassin surentraîné. Pour cela, il joue son atout secret, 17, un clone-assassin probablement rescapé du massacre de l'asile roumain, qu'il charge d'abattre 47. Ce dernier, décelant très vite le piège tendu par son ennemi, échappe in extremis à la mort que lui réservait son « frère clone ». Le prédateur devint la proie et ce fut 17 qui alla inscrire son nom au palmarès macabre de 47.
Quoique stupéfait que son plan ait échoué, Sergeï informe 47 qu'il détient le Père Vittorio au sanctuaire de Gontranno afin d'obliger le tueur à venir se mesurer à lui. Revenu en Sicile, l'assassin abandonne ses méthodes ordinaires basées sur la discrétion et n'hésite pas à massacrer un à un les gardes du corps de Zavoratko avant de l'affronter et de l'abattre en combat singulier.
Ne se sentant pas prêt à renoncer à un passé qui ne l'a jamais vraiment quitté, 47 signifie à Vittorio son congé immédiat pour ne plus lui attirer d'ennuis. Le curé lui fait alors cadeau d'un crucifix après lui avoir fait solennellement promettre d'agir pour le bien et de ne pas se détourner du droit chemin. 
47 accepte le crucifix, mais s'en sépare dès sa sortie de l'église, renonçant à la foi pour reprendre sa vie d'avant.

### Liste des missions
- Italie :

1. Le sanctuaire de Gontranno
2. Anathème

- Russie :

1. Saint-Pétersbourg
2. Rencontre dans le parc Kirov
3. Soucis souterrains
4. Les soirées de l'ambassadeur

 Japon : 
1. Sur la piste de Hayamoto
2. La vallée cachée
3. Devant la porte
4. Coup fatal

 Malaisie : 
1. Massacre en sous-sol
2. Équipe de minuit
3. Coinçage de bulle dans le jacuzzi

 Afghanistan : 
1. Meurtre au bazar
2. Le cortège
3. Marchandise souterraine

 Inde : 
1. Le temple maudit
2. La mort d'Hannelore
3. Hospitalité incurable

 Russie : Retour à Saint-Pétersbourg
 Italie : Rédemption

## Personnages
- 47 : le tueur chauve a troqué ses Silverballers pour une bêche et un seau. Il s'est retiré à Gontranno, petite chapelle sicilienne dont il entretient désormais le jardin. Devenu croyant, il s'est promis de faire un trait sur le passé pour commencer une nouvelle vie.
- Père Vittorio : prêtre du sanctuaire de Gontranno, cet homme d'église est le premier ami et confident de 47. Son enlèvement par des truands de la mafia locale poussera le tueur chauve à lui porter secours en reprenant ses anciennes activités.
- Smith : l'agent de la CIA est de retour et proposera son aide à plusieurs reprises au cours de l'aventure.
- Don Giuseppe Gulliano : parrain de l'une des plus anciennes familles mafieuses de Sicile, il s'est rendu coupable de l'enlèvement du Père Vittorio contre le paiement d'une certaine rançon.
- Masahiro Hayamoto Sr : dirigeant d'un gang de yakuzas, sa dernière apparition publique remonte à plusieurs années, rendant son identification et sa localisation difficiles. Il vit reclus à l'intérieur d'un château ancien, perdu au cœur de hautes montagnes inhospitalières. Son goût des armes et son habilité au maniement du katana font véritablement de lui un ennemi à craindre.
- Khan Abdul Bismillah Malik : chef d'une bande de rebelles afghans solidement armés, le Khan règne d'une main de fer sur une région désertique de l'Afghanistan. Il a dérobé une cargaison militaire au contenu inestimable que 47 est chargé de récupérer.
- Deewana Ji : le chef du Culte, puissante secte hindoue regroupant de dangereux tueurs à gages et de nombreux narco-trafiquants. Il doit subir une opération chirurgicale sur l'île d'Hospital Island.
- Sergeï Zavoratko : parrain de la mafia russe et important trafiquant d'armes. Il est le frère aîné d'Arkadij Jegorov, l'un des pères génétiques de 47. Il a retrouvé la trace du tueur chauve pour l'obliger à servir ses intérêts. Son but est d'assembler les composants d'un missile nucléaire capable de franchir le bouclier antimissile américain. Après avoir manipulé le tueur, il cherchera à se débarrasser de lui à n'importe quel prix.

## Système de jeu
Hitman 2: Silent Assassin reprend les bases de son prédécesseur, tout en les améliorant efficacement. Ainsi, la partie action pure du premier épisode est rabaissé au profit de l'infiltration, pour la plus grande joie des fans. En effet, outre des niveaux optimisés pour, un système de classement fait son apparition pour que le joueur préfère la discrétion à la manière forte. Ce classement prend en compte le nombre de coup tirés, de victimes, et du nombre d'alerte déclenchés, pour un niveau. Plus ces nombres seront faibles, meilleur sera le score. Si seule la cible principale est abattue, et ce dans le plus grand secret, le joueur peut atteindre le rang de Silent Assassin, débloquant certaines armes cachées.

## Bande-son
Composé par Jesper Kyd, la bande-son fut interprété par pas moins de 110 musiciens du Budapest Symphony Orchestra and Choir. Un CD de 65 minutes proposant cette dernière a d'ailleurs été mise en vente, le 31 octobre 2002, aux États-Unis.

## Accueil
- Jeux vidéo Magazine : 16/20[1]

## Controverse
En réponse, Eidos Interactive a déclaré que les Sikhs dans le jeu n'étaient pas Sikh du tout mais de simples gardes et que le temple n'était qu'un hôpital. Le jeu contredit néanmoins ces dires puisque l'établissement y est bien désigné comme un Gurdwārā.
Après une longue discussion appuyée par une pétition, la communauté a obtenu gain de cause et a reçu les excuses officielles d'Eidos qui retira les images et les textes offensants du site officiel et opéra à plusieurs modifications sur la version GameCube qui n'était pas encore sortie à l'époque.

## Annexe